# دث‌کور
دث‌کور (انگلیسی: Deathcore) گونه ای تلفیقی از موسیقی اکستریم متال است که المنت‌های موسیقایی دث متال، متال کور و بعضاً هاردکور پانک را باهم ترکیب کرده‌است.